# ヴィッラ・バルトロメーア
ヴィッラ・バルトロメーア（伊: Villa Bartolomea）は、イタリア共和国ヴェネト州ヴェローナ県にある、人口約5,800人の基礎自治体（コムーネ）。

## 地理

### 位置・広がり

#### 隣接コムーネ
隣接するコムーネは以下の通り。括弧内のROはロヴィーゴ県所属を示す。
- カスタニャーロ
- カステルノーヴォ・バリアーノ (RO)
- ジャッチャーノ・コン・バルケッラ (RO)
- レニャーゴ
- テッラッツォ

### 気候分類・地震分類
気候分類では、zona E, 2320 GGに分類される。
また、イタリアの地震リスク階級 (it) では、zona 3 (sismicità bassa) に分類される。

## 行政

### 分離集落
ヴィッラ・バルトロメーアには、以下の分離集落（フラツィオーネ）がある。
- Carpi d'Adige, San Zeno in Valle, Spinimbecco